# Cot Anuraya
Cot Anuraya är ett berg i Indonesien.   Det ligger i provinsen Aceh, i den västra delen av landet, 1 900 km nordväst om huvudstaden Jakarta. Toppen på Cot Anuraya är 330 meter över havet, eller 199 meter över den omgivande terrängen. Bredden vid basen är 4,9 km. Cot Anuraya ligger på ön Pulau We.
Terrängen runt Cot Anuraya är kuperad åt sydväst, men åt nordost är den platt. Havet är nära Cot Anuraya åt nordost.  Närmaste större samhälle är Sabang, 5,5 km nordväst om Cot Anuraya. I omgivningarna runt Cot Anuraya växer i huvudsak städsegrön lövskog.